# Barsebäck
Barsebäck (dansk: Barsebæk) er en landsby i Kävlinge kommune, Skåne län, Sverige. Byen ligger ved Øresund og er i Danmark bedst kendt for Barsebäckværket.
55°46′15″N 12°57′20″Ø / 55.77083°N 12.95556°Ø